# Роберт Райх
Роберт Райх  (англ. Robert Bernard Reich, нар. 24 червня 1946, Скрентоні, штат Пенсільванія, США) — американський професор, державний діяч. Служив у адміністраціях президентів Джеральда Форда, Джиммі Картера і Білла Клінтона. Був міністром праці (1993—1997), членом консультативної ради з економіки при президенті Бараку Обамі.

## Біографія
Роберт народився в єврейській родині власника магазину жіночого одягу. У дитинстві йому поставили діагноз — множинна епіфізарна дисплазія (хвороба Фейрбанка), захворювання кісток, що призводить до поганого розвитку опорно-рухового апарату. Як наслідок був низького зросту, через що з нього глузували однолітки.
Навчався в середній школі імені Джона Джея в Крос-Рівер, штат Нью-Йорк, та в Дартмутському коледжі, де отримав ступінь бакалавра з відзнакою в 1968 році. Був стипендіатом Університетського коледжу в Оксфорді. Саме тут він вперше зустрів Білла Клінтона. Пізніше був покликаний служити на війні у В'єтнамі, але через свій зріст не пройшов медичну комісію. Згодом Райх отримав ступінь доктора права в Єльській юридичній школі, де він також був редактором журналу. Навчався в одній групі з Біллом та Гілларі Клінтон, Кларенсом Томасом, Річардом Блюменталем.
З 1973 по 1974 рік працював клерком у судді Франка М. Коффіна, головного судді Апеляційного суду США по Першому округу.
У 1974—1976 рр. був помічником генерального адвоката США Роберта Борка.
У 1977 році президент Джиммі Картер призначив його директором відділу планування політики при Федеральній комісії з торгівлі.
У 1980—1992 рр. викладав у Школі державного управління Джона Ф. Кеннеді в Гарвардському університеті, де написав серію впливових книг і статей, зокрема «The Next American Frontier» та «The Work of Nations».
1993—1997 рр. — працював міністром праці.
У 2002 році невдало балотувався на пост губернатора штату Массачусетс.
18 квітня 2008 року підтримував Барака Обаму на виборах президента Сполучених Штатів.
26 лютого 2016 року підтримував кандидатуру Берні Сандерса на пост президента Сполучених Штатів.
В 1973 році Райх одружився з британським адвокатом Клер Далтон, з якою в нього є двоє синів, Сем та Адам. Розлучився в 2012 році.

## Політичні погляди та академічна діяльність
Рейх виступає за профспілки, також схвалює підвищення федеральної мінімальної заробітної плати, безумовний та універсальний базовий дохід. [41]
Роберт Райх є професором в Школі державної політики Голдмана в Каліфорнійському університеті в Берклі (з січня 2006 року). До цього був професором Школи державного управління ім. Джона Ф. Кеннеді при Гарвардському університеті та професором з соціальної та економічної політики в Школі соціальної політики та управління ім. Хеллера при Університеті Брандейса. Також працював редактором «American Avenue», «New Republic», «Atlantic», «Harvard Business Review», «Wall Street Journal», «New York Times».
За своє життя Райх опублікував 18 книг, в тому числі бестселер «Saving Capitalism: For The Many, Not The Few» (укр. «Врятувати капіталізм. Як змусити вільний ринок працювати на людей»). Українською мовою книга перекладена та опублікована видавництвом «Наш Формат» у 2018 році.
Наразі Роберт є головою «Common Cause» та веде власний блог про політичну економію на Robertreich.org. У 2008 році журнал «The Wall Street Journal» поставив його на шосте місце в списку найвпливовіших бізнес-мислителів. Інші регалії: Нагорода Галбрайт-Шлезингера (2009), Премія Бруно Крайського (2009), Премія Вацлава Гавела (2003), Нагорода Нельсона Рокфеллера (2002), Премія Луї Браунлоу (1984).
Своєю місією Роберт Райх вважає виховування громадськості та донесення інформації про наслідки розширення нерівності доходів, багатства та політичної влади.

## Переклад українською
- Роберт Райх. Врятувати капіталізм. Як змусити вільний ринок працювати на людей / пер. Роман Корнута. - К.: Наш Формат, 2018. - с. 274. - ISBN 978-617-7513-74-1.